# Give Me a Reason
"Give Me a Reason" é um compacto da banda irlandesa The Corrs, do terceiro álbum de estúdio da banda In Blue.

## Desempenho nas paradas musicais
| Parada                                        | Melhor posição |
| --------------------------------------------- | -------------- |
| UK Singles Chart                              | 27             |
| Recording Industry Association of New Zealand | 13             |
| Swiss Singles Charts                          | 100            |
| Media Control Charts                          | 53             |